# BWIA West Indies Airways
Pour les articles homonymes, voir BWA.

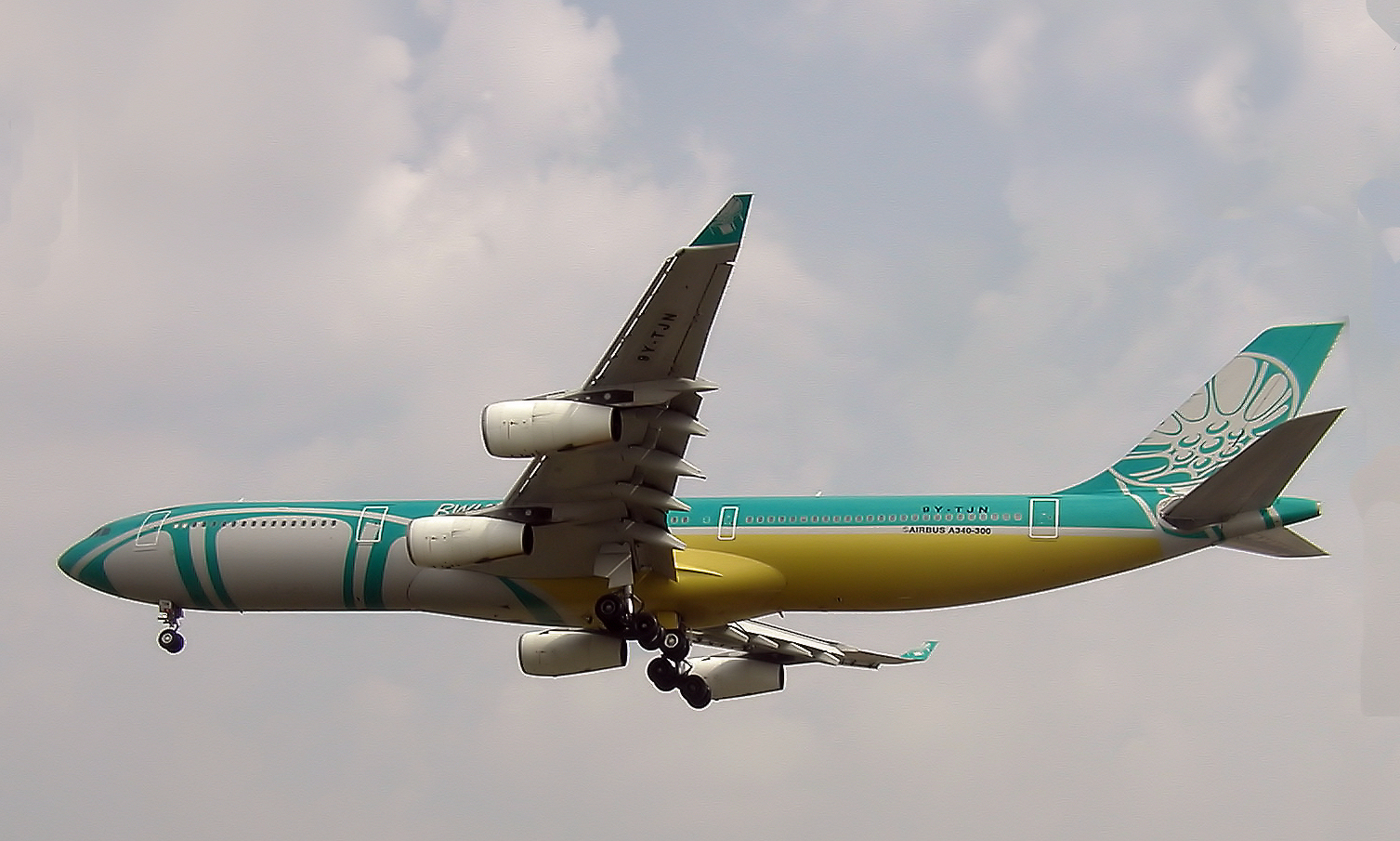
BWIA Airbus A340

BWIA British West Indies Airways (code AITA : BW ; code OACI : BWA) était une compagnie aérienne des Caraïbes, basée à Trinité-et-Tobago. Son surnom local est "B-wee" (prononcé biwi). Elle a cessé ses activités le 31 décembre 2006 pour être remplacée par une nouvelle société trinidadienne et britannique, Caribbean Airlines.